# بيتر ماكفيرسون (طبيب أسنان)
بيتر ماكفيرسون (بالإنجليزية: Peter McPherson)‏ هو لاعب كرة قدم أمريكية وطبيب أسنان أمريكي، ولد في 17 مايو 1874 في كالدونيا في الولايات المتحدة، وتوفي في 8 نوفمبر 1941 في روتشستر في الولايات المتحدة.